# 許東雄
許東雄（1954年12月20日—），台灣前游泳選手，中華民國游泳協會理事長，臺北市立大學競技運動訓練研究所副教授，曾任學務長、育成中心主任。
出生於台東，十二歲時舉家遷移至高雄，1980年代曾經保有十三項全國紀錄，退役後轉任教練。
許家是台灣著名的游泳世家，已經去世的前游泳協會秘書長李東興是其二哥，（許東雄是從祖母之姓）亦同樣是前游泳國手，其子許志傑亦為國內相當出色的游泳運動員。

## 競賽經歷

### 1970年亞洲運動會
| 項目              | 排名 | 成績     |
| ----------------- | ---- | -------- |
| 男子100公尺仰式   | 銅牌 | 1分03秒7 |
| 男子100公尺蝴蝶式 | 銅牌 | 1分01秒2 |
| 男子200公尺仰式   | 銅牌 | 2分18秒6 |
| 男子400公尺混合   | 銅牌 | 5分05秒2 |

## 爭議
台奧運金牌選手陳詩欣傳因不願陪校長吃喝被打壓 （页面存档备份，存于）
北體學務長許東雄 中國唸博士 （页面存档备份，存于）
技術委員游泳場邊看A的 全中運裁判給讚 （页面存档备份，存于）
體育協會的沉淪與重生 > 許家班，這樣「經營」泳協 （页面存档备份，存于）
5體育協會領導因體改換票灌人頭會員　認罪獲緩起訴 （页面存档备份，存于）
曾批體改人士「紅衛兵」 前泳協理事長許東雄偽造文書罪遭起訴 （页面存档备份，存于）